# Hermann Salinger

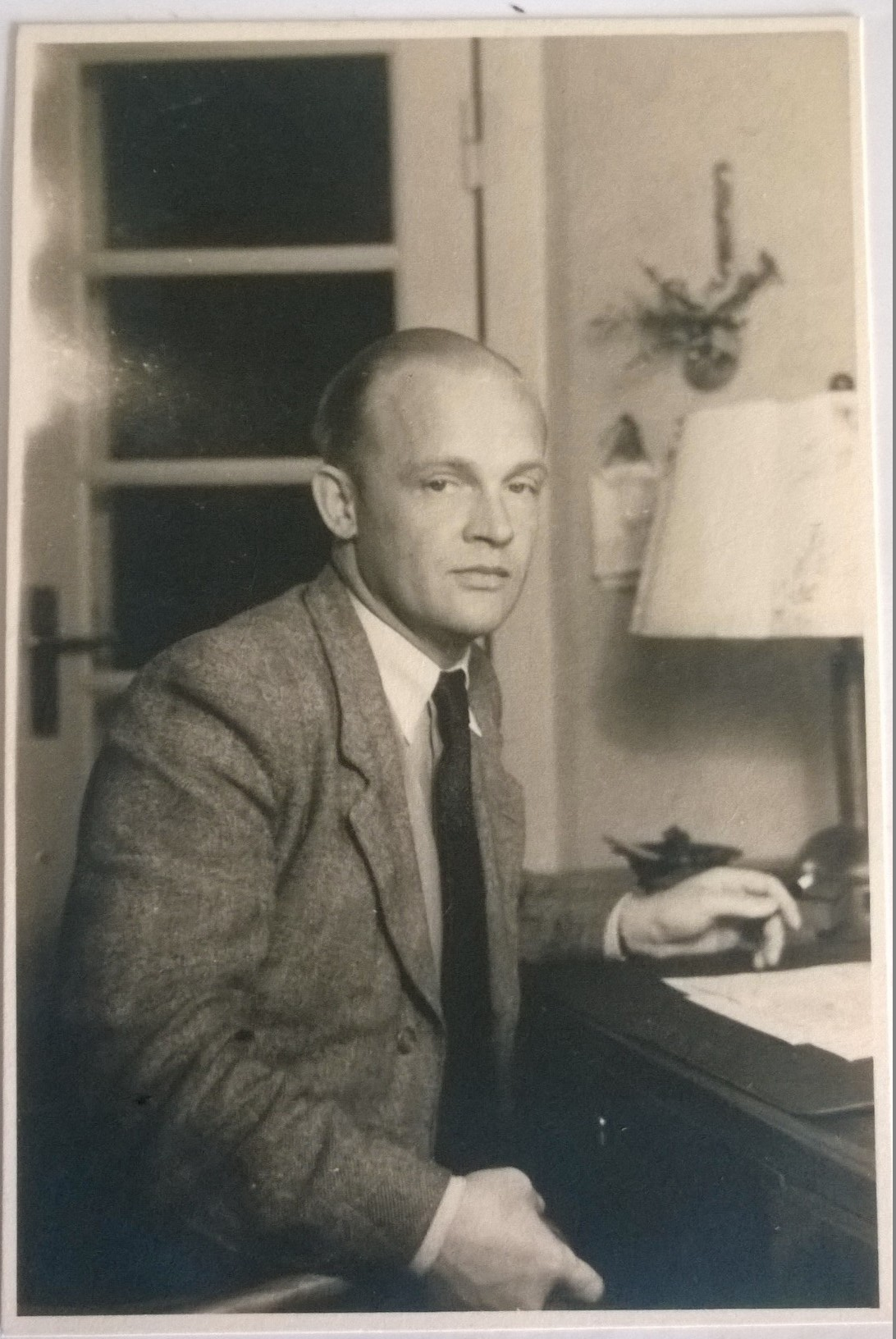
Hermann Salinger in seinem Büro in Stralsund

Hermann Salinger (* 1911 in Hopfing bei Wien; † 1970) war ein deutscher Politiker (SED). Er war von 1950 bis 1954 Oberbürgermeister von Stralsund.
Er erlernte den Beruf des Industriekaufmanns. 1941 wurde er zum Kriegsdienst in der Wehrmacht einberufen. Am 6. Mai 1942 geriet er in sowjetische Kriegsgefangenschaft. 1943/1944 nahm er an antifaschistischen Schulungen in Talizy und Krasnogorsk teil und wurde vom Nationalkomitee Freies Deutschland Anfang April 1944 als Divisionsbeauftragter an der I. und II. Weißrussischen Front eingesetzt.
Hermann Salinger war seit Mai 1945 als Bürgermeister in der neuen Stadtverwaltung unter Oberbürgermeister Otto Kortüm tätig. Er war neben anderen aktiv an der Bildung einer Kreisorganisation der SED in Stralsund beteiligt. Am 5. Mai 1950 wurde er als Nachfolger von Emil Frost durch die Stadtverordnetenversammlung zum Oberbürgermeister gewählt. Bei der Konstituierung der Stadtverordnetenversammlung am 30. Januar 1953 wurde er zum Mitglied des Rates der Stadt berufen.
Im September 1954 wurde Hermann Salinger als Oberbürgermeister durch Erhard Holweger abgelöst. Er fungierte anschließend als Abteilungsleiter beim Rat des Bezirkes Rostock.

## Auszeichnungen
- 1955 Vaterländischer Verdienstorden in Bronze